# János Decsényi
János Decsényi (født 24. marts 1927 i Budapest, Ungarn) er en ungarsk komponist, producent, redaktør, leder, foredragsholder og pianist.
Decsényi studerede komposition på Franz Liszt Musikkonservatoriet i Budapest hos Endre Szervánszky, med afgangseksamen i (1956). Han har skrevet seks symfonier, orkesterværker, kammermusik, oratorier, scenemusik, filmmusik, elektronisk musik etc. Decsényi arbejdede i den ungarske radio på den klassiske afdeling som producent og redaktør fra (1951), og ledede i den tid også radioens elektroniske lydstudie. Han var også foredragsholder på Bartok Radio til 2007. Decsényi vandt en komponistkonkurrence i Vercelli i Italien med sin første symfoni (1956).

## Udvalgte værker
- Symfoni nr. 1 (1986) - for orkester
- Symfoni nr. 2 "Vocis Imago" (1993) - for orkester
- Symfoni nr. 3 "Det Tre Og Tyvende Brev" (2006) - for baryton, blandet kor og orkester
- Den tolvte symfoni af Sándor Weöres (1980) - for mezzosopran og slagtøj
- Symfoni "Bliver det bedre med kranerne" (1996) - for orkester
- Symfoni "Bue" (2014) - for orkester
- Sinfonietta (1962) - for strygeorkester
- Metamorfoser (1964) - for orkester
- Poesibog (1994-2000) - elektroakustisk cyklus
- Gravindskrift fra Aquincum (1979) - for kammerorkester